# Внутренняя конверсия
Внутренняя конве́рсия (от лат. conversio — обращение, вращение, превращение, изменение) — физическое явление, заключающееся в том, что переход атомного ядра из возбуждённого изомерного состояния в состояние с меньшей энергией (или основное состояние) осуществляется путём передачи высвобождаемой при переходе энергии непосредственно одному из электронов этого атома. Таким образом, в результате этого явления испускается не γ-квант, а так называемый конверсионный электрон, кинетическая энергия которого равна разности между энергией ядерного изомерного перехода и энергией связи электрона на той оболочке, с которой он был испущен (в зависимости от этого различают K-, L-, M- и др. электроны). Кроме того, небольшая доля энергии (сотые или тысячные доли процента) передаётся самому атому в результате эффекта отдачи.
Стоит подчеркнуть, что испускаемый конверсионный электрон не является бета-частицей, так как в результате внутренней конверсии не происходит изменения заряда атомного ядра. Спектр испущенных конверсионных электронов всегда является линейчатым ввиду их моноэнергетичности из-за привязки к конкретной электронной оболочке, в то время как спектр электронов бета-распада является непрерывным (из-за того, что при бета-распаде энергия распределяется между электроном и электронным антинейтрино).

## История открытия явления
Впервые ряд дискретных линий в спектре распределения скоростей электронов, испускаемых при бета-распаде, был обнаружен в 1909—1910 гг. Байером, Ганом и Мейтнер, направившими бета-электроны (после разделения в магнитном поле) на фотопластинку. Однако они не сумели обнаружить непрерывного фона электронов бета-распада. Наличие фона смог зарегистрировать в 1914 году Джеймс Чедвик.
Практически одновременно с этим Резерфорд, Робинсон (англ. H. Robinson) и Раулинсон (англ. W. T. Rowlinson) обнаружили, что гамма-лучи, испускаемые при радиоактивном распаде, способны вырывать из металлических пластинок электроны, обладающие дискретными скоростями. Поэтому Резерфорд высказал предположение о том, что дискретные линии в спектре бета-лучей принадлежат вторичным электронам, вырванным гамма-лучами, испускаемыми ядром, из электронных оболочек атома. Впоследствии это явление получило название внутренней конверсии. Таким образом, непосредственно электронами бета-распада являются электроны непрерывного бета-спектра, что впоследствии было подтверждено работами Эллиса (англ. C. D. Ellis) и Вустера (англ. W. A. Wooster).

## Механизм явления
Передача энергии электрону одной из электронных оболочек возможна благодаря тому, что волновые функции ядра и нижних атомных оболочек перекрываются (что означает конечную вероятность нахождения электрона s-орбитали в ядре). Процесс передачи энергии можно представить в виде испускания ядром гамма-кванта (как правило, виртуального) и поглощения этого кванта электроном атомной оболочки, в результате чего электрон покидает атом.
Присутствие в этом механизме виртуального гамма-кванта позволяет объяснить возможность переходов между ядерными состояниями со спинами, равными нулю. В таких переходах испускание гамма-квантов абсолютно запрещено и переход ядра происходит либо путём внутренней конверсии (при этом передача энергии электрону осуществляется именно виртуальным гамма-квантом), либо излучением двух гамма-квантов с суммарной энергией, равной энергии ядерного перехода (двухфотонным переходом).
Наибольшую вероятность имеет процесс внутренней конверсии электронов K-оболочки (орбиталь 1s). После испускания электрона в результате внутренней конверсии образовавшаяся вакансия заполняется электроном с более высокой атомной орбитали, в результате чего наблюдается испускание характеристического рентгеновского излучения и/или оже-электронов.

## Коэффициент внутренней конверсии
Вероятность внутренней конверсии по отношению к вероятности перехода с испусканием гамма-кванта характеризуется полным коэффициентом внутренней конверсии, который определяется в виде отношения интенсивности потока конверсионных электронов к интенсивности гамма-излучения для данного ядерного перехода. Для определения парциальных коэффициентов внутренней конверсии для электронов K-, L-, M-…оболочек в отношении используют интенсивности потока конверсионных электронов данной электронной оболочки. Таким образом, полный коэффициент внутренней конверсии равен сумме парциальных:
{\displaystyle \alpha ={\frac {\mathrm {N_{e}} }{\mathrm {N_{\gamma }} }}={\alpha }_{K}+{\alpha }_{L}+{\alpha }_{M}+...}
Расчёты коэффициента внутренней конверсии проводятся методами квантовой теории поля с учётом экранирования заряда ядра электронами других оболочек атома и конечных размеров ядра. Коэффициент внутренней конверсии изменяется в широких пределах (103—10−4) в зависимости от энергии и мультипольности ядерного перехода, а также от заряда ядра и от оболочки, на которой происходит внутренняя конверсия. Он тем больше, чем меньше энергия перехода, чем выше его мультипольность и чем больше заряд ядра (в первом приближении ~Z3). В слабой степени (0,1—1 %) коэффициент внутренней конверсии также зависит и от структуры ядра.
Сравнение экспериментально измеренных и теоретически рассчитанных коэффициентов внутренней конверсии является одним из основных методов определения мультипольностей переходов и квантовых характеристик (спинов и чётностей) ядерных состояний.

## Парная конверсия
Если энергия ядерного перехода превышает удвоенную энергию покоя электрона (E > 2mec2 = 1,022 МэВ), тогда может происходить образование электрон-позитронных пар (так называемая парная конверсия), вероятность которой в отличие от внутренней конверсии на электронах растёт с ростом энергии ядерного перехода и падает с увеличением его мультипольности. В этом случае спектры кинетической энергии образующихся электронов и позитронов являются непрерывными, однако суммарная кинетическая энергия электрона и позитрона фиксирована и равна разности энергии ядерного перехода и энергии, затраченной на рождение электрон-позитронной пары.

## Сходные процессы
Не следует смешивать понятия внутренней конверсии и фотоэлектрического эффекта, в результате которого также происходит испускание электронов веществом под воздействием электромагнитного излучения. Их различие состоит в том, что при внутренней конверсии гамма-квант, передающий энергию электрону, является виртуальным и испускается ядром того атома, в оболочке которого находится электрон.
Образование оже-электронов, которые могут появляться в том числе и после внутренней конверсии, происходит по схожему с внутренней конверсией механизму, когда избыточная энергия (появившаяся в результате перехода электрона с более высокого электронного уровня на нижележащий для заполнения вакансии) передается одному из электронов (см. эффект Оже). Различие между излучением оже-электронов и внутренней конверсией состоит в том, что в первом случае энергия, уносимая электроном, передаётся ему от возбуждённой электронной оболочки атома, а во втором случае — от возбуждённого ядра.